# Overseas Private Investment Corporation

Logotipo de la OPIC

La Overseas Private Investment Corporation (OPIC; en español: Corporación para Inversiones Privadas en el Extranjero) es la institución financiera de desarrollo del gobierno de Estados Unidos. La misma moviliza capital privado para ayudar a resolver problemas críticos de desarrollo y, mediante ello promueve la política exterior de Estados Unidos. Debido a que OPIC trabaja junto con el sector privado, ayuda a que empresas de Estados Unidos se establezcan y desarrollen negocios en mercados emergentes, catalizando inversiones y retornos, y sirviendo al desarrollo de trabajos y oportunidades de crecimiento en Estados Unidos y en el extranjero. OPIC cumple con su misión al brindarle a los inversores servicios financieros, garantías, seguros contra riesgos políticos, y apoyo para fondos de inversión en private equity.
OPIC se alinea con los objetivos de la política exterior de Estados Unidos al promover el desarrollo en regiones que han sufrido episodios de inestabilidad o conflicto, pero que presentan atractivas oportunidades de crecimiento, tales como el Medio Oriente y el Norte de África, África subsahariana, y el Sureste de Asia. Las acciones de OPIC contribuyen a favorecer la estabilidad y el desarrollo de oportunidades en la economía, lo cual ayuda a mitigar el riesgo al cual se encuentran expuestas las empresas de Estados Unidos que invierten en el extranjero, y provee un efecto de desarrollo positivo en los países donde se radican empresas de Estados Unidos.

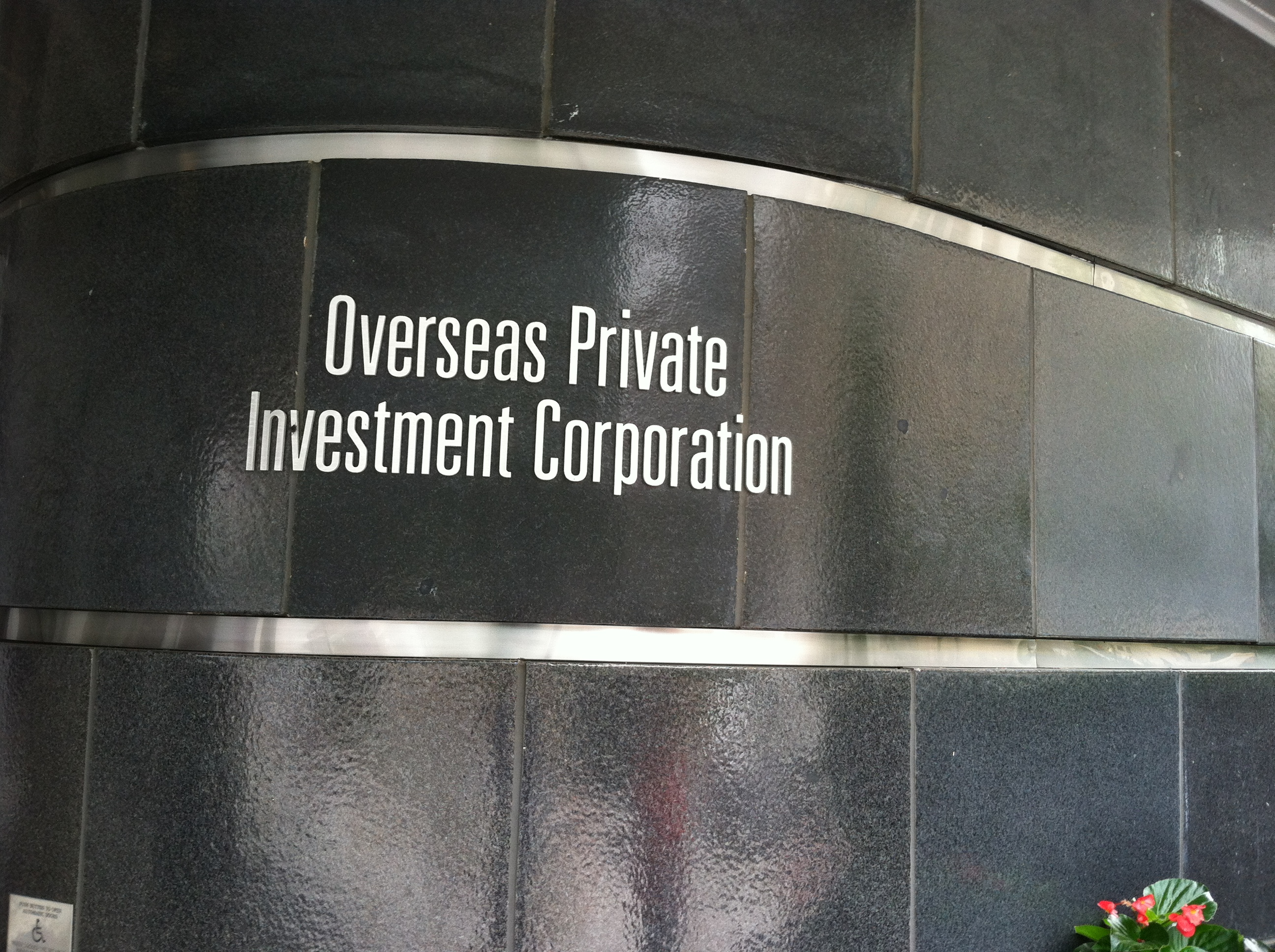
La placa de la sede de la Corporación de Inversiones Privadas en el Extranjero en Washington D. C.

OPIC opera sobre un principio de auto financiación, sin un costo neto para el contribuyente de Estados Unidos. En el año 2011 tuvo ingresos netos por un total de $269 millones de dólares, ayudando a reducir el déficit del presupuesto federal por 34 año consecutivo. Al año 2012, OPIC había brindado servicios para la inversión de casi $200 000. millones de dólares en más de 4,000 proyectos, generando exportaciones por $75 000. millones de dólares y apoyando a más de 276,000 puestos de trabajo en Estados Unidos.